# X-akták: Hinni akarok
Az X-akták: Hinni akarok (The X-Files: I Want to Believe) 2008-ban bemutatott amerikai thriller, a Fox Broadcasting Company népszerű televíziós sorozatának második mozis adaptációja. A főszerepben David Duchovny és Gillian Anderson látható, a rendező ezúttal a sorozat alkotója, Chris Carter. A filmet először a sorozat kilencedik évadát követőként, 2001 novemberére tervezték, azonban végül hat évre fejlesztési gödörbe került, mielőtt 2007 decemberében megkezdődtek a munkálatok Vancouverben. A történet különálló cselekménnyel bír a sorozat fő vonalától, a földönkívülis összeesküvéstől. A bemutató 2008. július 25-én volt Észak-Amerikában, a magyar premier egy nappal korábban.

## Történet
Nők tűnnek el sorozatban a vidéki Virginia állam hófödte dombjai között, s nyomként groteszk emberi testrészek maradnak hátra utánuk, melyeket a hó és jég alatt rejtettek el az országút mentén. A hatóságok számára pusztán egy bukott pap kétséges látomásai állnak rendelkezésre, így az FBI felkeresi az egyetlen embert, aki valaha a kötelékben szolgálva találkozott már hasonló esetekkel. A lezárt X-akták újra megnyílnak egy olyan ügy kibontakozásakor, amely titkos, meglehetősen bizarr orvosi kísérletek helyszínére vezeti a régi énjét visszanyerő Fox Muldert és múltat végleg maga mögött hagyni kívánt Dr. Dana Scullyt.

## Szereplők
- David Duchovny mint Fox Mulder (magyar hangja Rékasi Károly)
- Gillian Anderson mint Dana Scully (magyar hangja Náray Erika)
- Amanda Peet mint Dakota Whitney ügynök (magyar hangja Pikali Gerda)
- Billy Connolly mint Joseph Crissman atya (magyar hangja Tahi Tóth László)
- Alvin „Xzibit” Joiner mint Mosley Drummy ügynök (magyar hangja Bognár Tamás)
- Mitch Pileggi mint Walter Skinner (magyar hangja Rosta Sándor)

## Háttér

### Az előkészületek
2001 novemberében a sorozat alkotói úgy döntöttek, az 1998-as után újabb mozifilmet készítenek a széria alapján. A folytatás munkálatainak megkezdését közvetlenül a kilencedik évad befejezte utánra tervezték, aminek értelmében a film 2003 decemberében került volna a mozikba. A megvalósulás azonban tolódott, s Carter 2002 nyarára tűzte ki a forgatókönyv megírását, majd 2003 tavaszára vagy nyarára a forgatást, amit 2004-es bemutató követ. Az elképzelt produkciót különálló filmnek írta le: „Úgy tekintünk a filmekre, mint különálló történetek. Nem kell feltétlenül alkalmazkodniuk a mitológiához.” Rob Bowman, több X-akták-epizód és az első film rendezője 2002 júliusában érdeklődését fejezte ki az újabb adaptáció rendezése iránt.
2004 áprilisában Duchovny elárulta, Carter már aláírt a projekthez. „Most már csak minden azon múlik, hogy mindenki egyszerre ráérjen és megcsináljuk” – magyarázta az újabb halasztást a színész. Novemberben Carter felfedte, hogy a dolgok már a tárgyalások szintjén járnak. „Mivel folytatásról van szó, speciális és sajátos megbeszélések tartanak fel minket.” 2005-ben Duchovny a így fejtegette a még el sem készült produkció premisszáját: „Mulder és Scully egy bizonyos ügyben nyomoznak, aminek semmi köze a földön kívüli élethez. A természetfelettivel kapcsolatos.” Hozzátette: „Azt hiszem, visszanyúlunk 'a hét szörnye' típusú részekhez, úgyhogy ha nem vagy megszállott rajongó és nem vagy képben a mitológiával, még úgy is beülhetsz rá és megértheted.” Duchovny és Carter 2005 telére tervezték az munkálatok megindulását, 2006 nyári bemutatóval. Áprilisban azonban Duchovny elismerte, hogy nincs kész forgatókönyv, s Carter csak a következő év elejére lesz kész vele.
2006 májusában Frank Spotnitz producer-forgatókönyvíró a folytatódó odázást a Carter és a 20th Century Fox közötti jogi problémákkal magyarázta. „Amint rendeződnek a jogi dolgok, elkezdjük. Remélem hamar megoldást találnak” – ecsetelte. 2007 áprilisában Spotnitz megerősítette, hogy a forgatókönyv végre fejlesztés alatt áll. Októberben a stúdió hivatalosan is bejelentette a folytatás elkészültét.

### A forgatás
A filmet Brit Columbiában, Vancouver városában és Pemberton faluban vették fel. Spotniz elmondása szerint a szkriptet külön e helyszínekre írták. A forgatás 2007 decemberében vette kezdetét Vancouverben, Carter rendezésével, s 2008. március 11-éig tartott.

### A cím
A film munkacíme Done One volt a forgatás során. Ezt támasztja alá, hogy a Kanadai Rendezők Szervezete brit kolumbiai produkciós listáján volt bejegyezve film e néven; rendezőjét Rich Tracersként tüntették fel, ami Chris Carter nevének anagrammája. Produkciós cégként a The Crying Box Productions szerepelt Carter szokásos Ten Thirteen Productions-e helyett. A The Hollywood Reporter szintén olyan információt közölt, ami egyértelművé tette: a 20th Century Foxnál The X-Files: Done One-ként tartották számon a filmet.
2008. április 16-án bejelentették a hivatalos címet: The X-Files: I Want to Believe (X-akták: Hinni akarok). Cater azzal kommentálta a választást, hogy olyan történetre vonatkozik, ami „magában foglalja a hit és tudomány összeegyeztetésének nehézségeit. 'Hinni akarok.' Jól szemlélteti Mulder küzdelmeit hitével.” Carter elmondta továbbá, hogy ő és Spotnitz már a forgatókönyv írása kezdetén megegyezésre jutottak a cím felől. A 'Hinni akarok' népszerű kifejezés az X-akták rajongóinak körében, hiszen a Mulder asztala feletti ufós poszteren is ez olvasható.

### A filmzene
A film kísérőzenéjét a sorozat veterán zeneszerzője, Mark Snow komponálta. A felvételek a Hollywood Studio Symphonyval zajlottak 2008 májusában a Newman Scoring Stage-en a 20th Century Foxnál Century City-ben, Kalifornia államban.
Az Unkle brit zenei formáció adja elő a sorozat főtémájának új változatát, amely a végefőcím alatt hallható.

## Marketing
Két előzetest mutattak be különböző science fiction rendezvényeken 2008 elején, amelyeknek bootleg változata rövidesen megjelent több videomegosztó-oldalon is. Az első előzetes 2008. május 12-én került fel a hivatalos weboldalra, míg a második 2008. június 4-én debütált a Yahoo!-n. Mozikban elsőként egy másik Fox-film, Az esemény vetítései előtt volt látható, június 13-ától.

## Bemutató
A film számos országban egyazon hétvégén került a mozikba, s az elsők között szerepelt Magyarország is. A legtöbb piacra augusztus végéig sor került, az utolsó állomás Japán volt november elején.

## Külső hivatkozások
- Hivatalos oldal
- X-akták: Hinni akarok a PORT.hu-n (magyarul)
- X-akták: Hinni akarok az Internet Movie Database-ben (angolul)
- X-akták: Hinni akarok a Rotten Tomatoeson (angolul)
- X-akták: Hinni akarok a Box Office Mojón (angolul)   -  Filmművészetportál 

• összefoglaló, színes tartalomajánló lap